# Acanthopagrus palmaris
Acanthopagrus palmaris är en fiskart som först beskrevs av Whitley, 1935.  Acanthopagrus palmaris ingår i släktet Acanthopagrus och familjen havsrudefiskar. Inga underarter finns listade i Catalogue of Life.